# Naissance en 1152
Naissance
- 1148
- 1149
- 1150
- 1151
- 1152
- 1153
- 1154
- 1155
- 1156

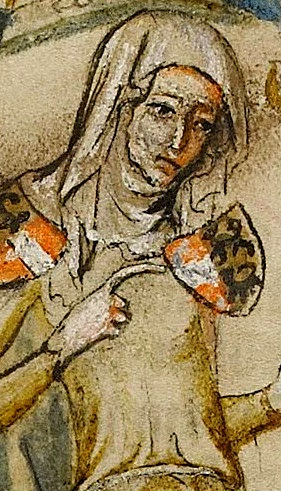
Agnès de Wettin, née en 1152.

Cette page dresse une liste de personnalités nées au cours de l'année 1152 :
- 25 mars : Alphonse II d’Aragon, dit Le Chaste, roi d'Aragon de 1162 à 1196, comte de Barcelone de 1162 à 1196, comte de Provence de 1166 à 1196 et comte de Roussillon de 1172 à 1196. († 25 avril 1196).
- 10 mai : Gangjong, 22e roi de Goryeo.
- vers novembre : Cathal Crobderg Ua Conchobair, 3e souverain du Connacht Ua Conchobair.

- Agnès de Hainaut, noble française.
- Agnès de Wettin
- David de Huntingdon, prince écossais, administrateur du comté de Lennox, seigneur de Garioch, puis comte de Huntingdon et héritier présomptif du royaume d'Écosse.
- Raymond-Roger de Foix, comte de Foix et seigneur de Pamiers.
- Imai Kanehira, chef militaire japonais.
- Jacques Ier d'Avesnes, seigneur d'Avesnes, de Condé, de Guise, Leuze et de Landrecies.
- Marie Comnène, surnommée Porphyrogénète, noble byzantine.
- Taira no Tomomori est l'un des commandants en chef des Taira durant la guerre de Gempei.
- Han Tuozhou, politicien chinois de la dynastie des Song du sud et ministre de l'empereur Song Ningzong.

date incertaine (vers 1152)
- Patrick Dunbar (1e comte de Dunbar)

## Crédit d'auteurs
- Cet article est partiellement ou en totalité issu de l'article intitulé « 1152 » (voir la liste des auteurs).